# Wolfgang Hütt
Pour les articles homonymes, voir Hutt.
Wolfgang Hütt, né le 18 août 1925 à Barmen (Allemagne) et mort le 14 janvier 2019 à Halle-sur-Saale, est un historien de l'art allemand.

## Biographie et travail
Wolfgang Hütt grandi dans un quartier ouvrier de Barmen. Il termine un apprentissage de maçon avant d'être engagé pour son service militaire. Après la Seconde Guerre mondiale, il aide ses parents dans une ferme près de Leipzig, où la famille avait été évacuée après un important raid aérien sur Wuppertal. En 1948, ses parents rentrent dans leur ville natale et Hütt commence à travailler comme journaliste à Halle-sur-Saale. À partir de 1946, il étudie l'histoire de l'art, les études allemandes et l'architecture à l'Université Martin-Luther de Halle-Wittemberg. De 1957 à 1959, Hütt est professeur et travaille sur sa première œuvre, Wir und die Kunst, une introduction populaire écrite à l'histoire de l'art, publiée en 1959 et qui connaitra plusieurs éditions révisées et développées, et ce jusqu'en 1988.